# Archaeophlebia
Archaeophlebia es un género de insectos de la familia Libellulidae. Solo incluye una especie viviente: Archaeophlebia martini. El género cuenta también con una especie extinta, Archaeophlebia enigmatica, datada en más de 50 millones de años.

## Especies
- Archaeophlebia enigmatica † Piton, 1940
- Archaeophlebia martini (Selys, 1896)